# Terzina
Terzina (vagy tercina) (olasz) – ötöd- vagy hatodfeles jambusokból álló, a strófákat összekötő rímképletű, háromsoros versszak.
A világirodalomban Dante Alighieri tette híressé ezt a versformát a Divina Commedia (Isteni színjáték) című művében. Ebben az egymást követő terzinák rímei összefonódnak, mivel a rímképlete aba / bcb / cdc és így tovább. Példa Babits Mihály fordításában:

„Az emberélet útjának felén
egy nagy sötétlő erdőbe jutottam,
mivel az igaz útat nem lelém.”

„Ó szörnyű elbeszélni, mi van ottan,
s milyen e sűrü, kúsza vad vadon:
már rágondolva reszketek legottan.”

„A halál sem sokkal rosszabb, tudom.
De hogy megértsd a Jót, mit ott találtam,
hallanod kell, mit láttam az úton.”

A magyar irodalomban a szonetten kívüli tercina ritkán fordul elő. Példaként megemlíthetjük  Dsida Jenő Miért borultak le az angyalok Viola előtt című lírai történetének negyedik részét.
Nem szabályos szótagszámú (kilences) tercinában írta Babits Mihály Ady Endrének című versének második részét:
Kit nem értek, kit sose láttam,

ki mellé csúful emlegettek,

ki vagy, bár nem szeretsz, barátom,

jobb mint sokan, akik szerettek,

halld, már a hangom alig hallszik,

mint lámpa, melyet elfeledtek,

egyedül és lassan kialszik,

s a koncert egy hanggal fakóbb,

s egy szinnel némább lesz a rajz itt,

hol együtt voltunk hallhatók:

megint álomba hull Magyarhon?

szólnak már titkos altatók….